# Lodovico Ligato
Lodovico Ligato (Reggio Calabria, 15 agosto 1939 – Reggio Calabria, 27 agosto 1989) è stato un politico italiano, deputato della Democrazia Cristiana,  presidente delle Ferrovie dello Stato.

## Biografia
Giornalista della Gazzetta del Sud sin dai primi anni '60, poi assessore regionale in Calabria, viene eletto per la prima volta deputato nel giugno 1979 e rieletto nel giugno 1983, quando diviene segretario della Commissione Trasporti della Camera. Il 15 novembre 1985 è nominato presidente dell'Ente Ferrovie dello Stato.
Coinvolto nello "scandalo delle lenzuola d'oro", nel novembre del 1988 fu costretto a dimettersi dalla presidenza delle Ferrovie.
Venne assassinato a colpi di pistola a Bocale di Reggio Calabria il 27 agosto 1989, in un agguato di stampo mafioso i cui mandanti sono ritenuti Pasquale Condello, Santo Araniti, Paolo Serraino e Diego Rosmini e l'esecutore materiale Giuseppe Lombardo (tutti condannati con sentenza definitiva).
Il pentito Paolo Iannò, collaboratore del processo Olimpia 3 dichiarò che il suo omicidio fu pianificato in due incontri, uno tra maggio e giugno del 1989 tra Filippo Barreca (poi pentito), Paolo Serraino, Pasquale Condello, Diego Rosmini senior, Santo Araniti, Domenico Repaci (Araniti) e Antonino Modafferi (Araniti) e un secondo avvenuto circa 45 giorni dopo, tra Pasquale Condello, Domenico Araniti insieme ad altre persone.